# 皮格马利翁和伽拉忒亚 (热罗姆)
《皮格马利翁和伽拉忒亚》（法語：Pygmalion et Galatée）是法国艺术家让-莱昂·热罗姆的一幅油画，创作于1890年。 题材取自罗马诗人奧維德的《变形记》，描绘雕刻家皮格马利翁亲吻他的雕像伽拉忒亚，爱神阿佛洛狄忒赋予雕像生命。

## 多个版本
1890年夏天，让-莱昂·热罗姆创作了《皮格马利翁和伽拉忒亚》。1891年，他制作了同一主题的大理石雕塑，可能是以一个石膏版为基础，这个石膏版也被用作绘画的模型。  他对这幅画做了几个不同的版本，每个版本都从不同的角度呈现了主题；大都会艺术博物馆页面提供了详细的历史和广泛的参考资料。 这幅画有不同版本，包括自画像《艺术家和他的模特》（现藏于哈金博物馆) ，以及《在大理石中工作》（现藏于达赫什艺术博物馆), 这两幅自画像描绘他自己在雕刻塔纳格拉，同年他创作了《皮格马利翁和伽拉忒亚》。
1892年3月22日，Boussod, Valadon & Cie 买下了最著名的版本，伽拉忒亚的背面视图版本。4月7日，该版本又以17,250 FFR的价格出售给查尔斯·耶基斯。 他去世后，这幅画多次出售， 直到1927年由路易斯·C·雷格纳捐赠给大都会艺术博物馆。其他版本由私人收藏或遗失。

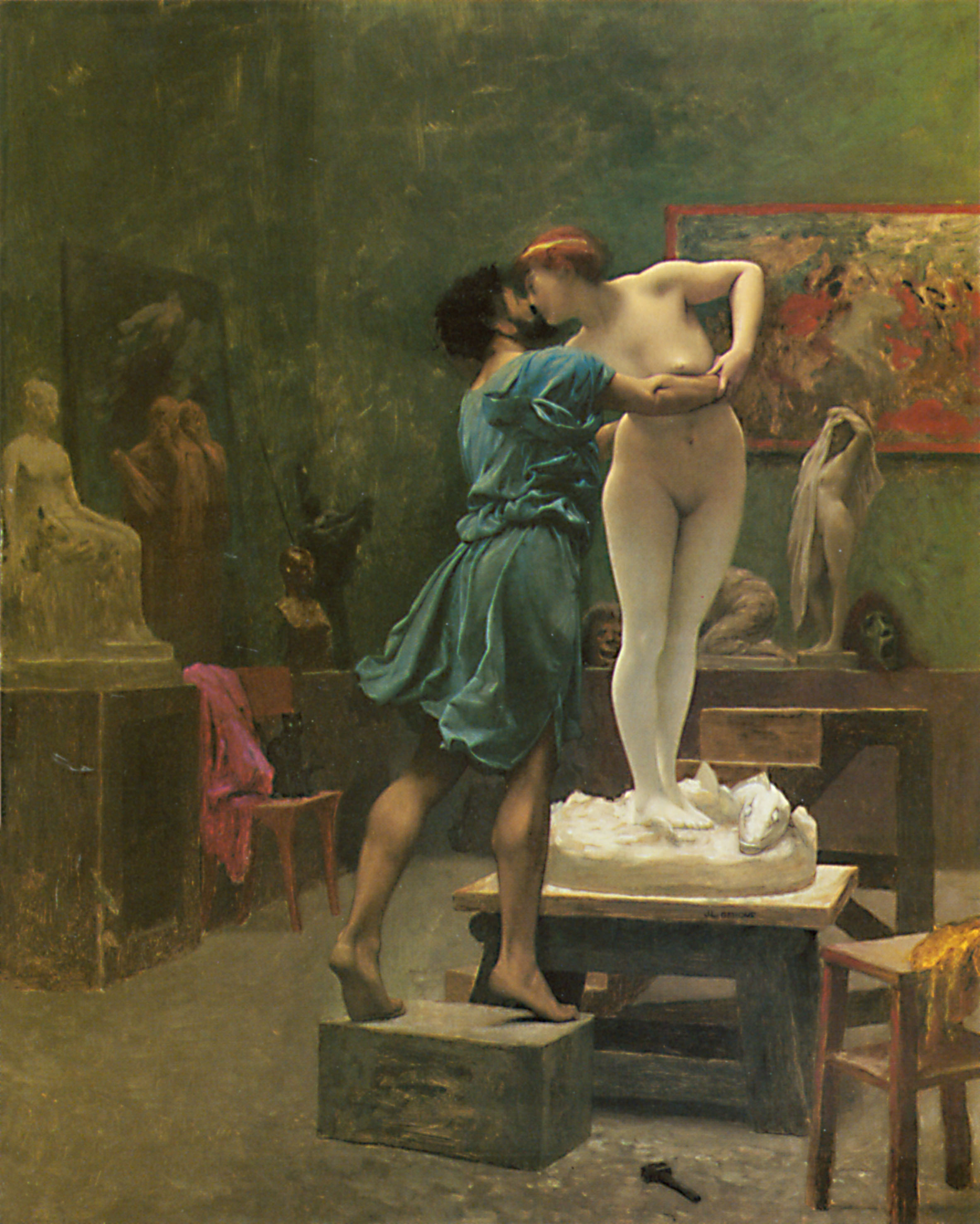
《皮格马利翁和伽拉忒亚》, 正面视图, c. 1890.
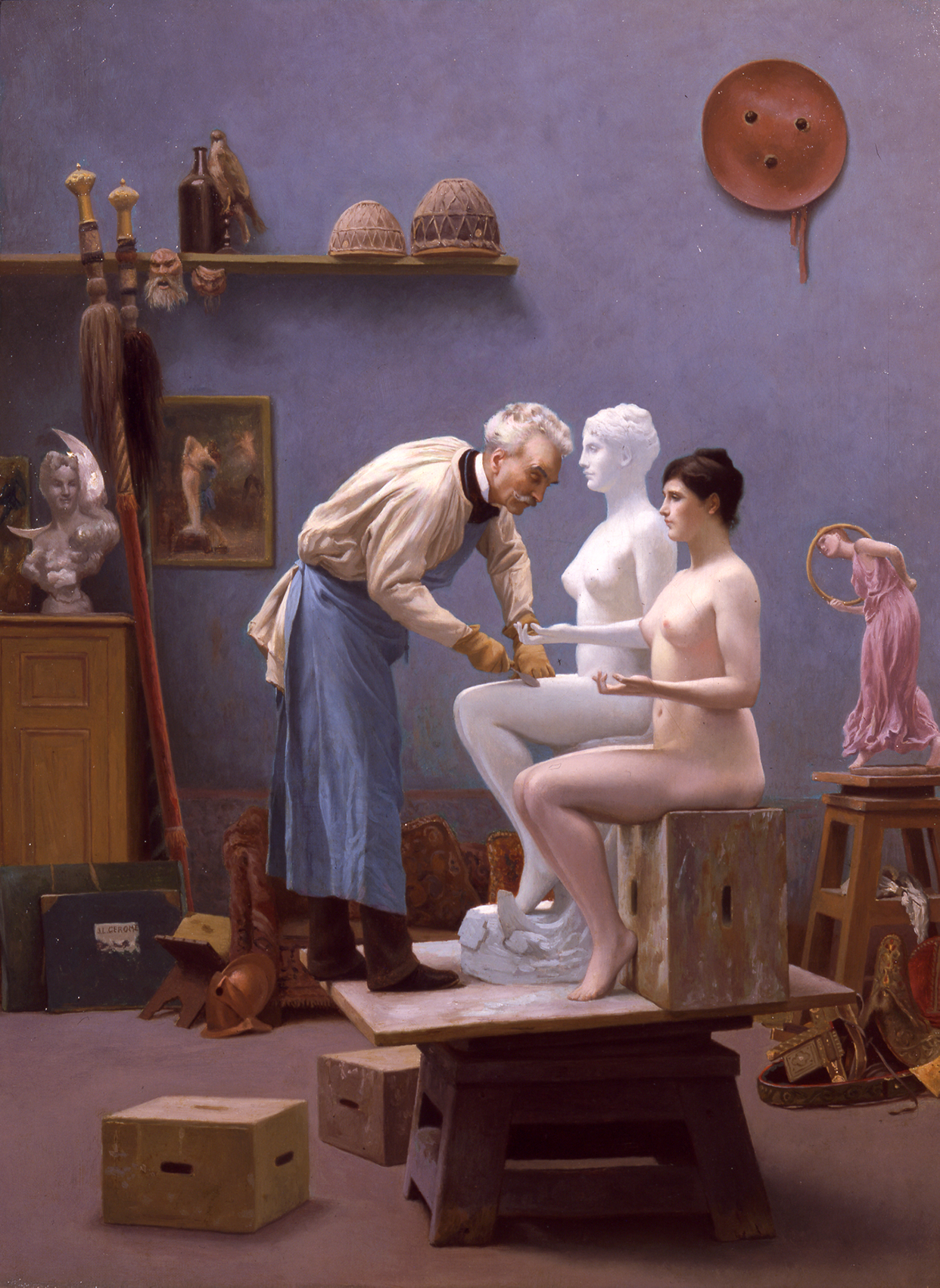
《艺术家和他的模特》, 1894, 哈金博物馆; 热罗姆描绘他自己在雕刻塔纳格拉]].
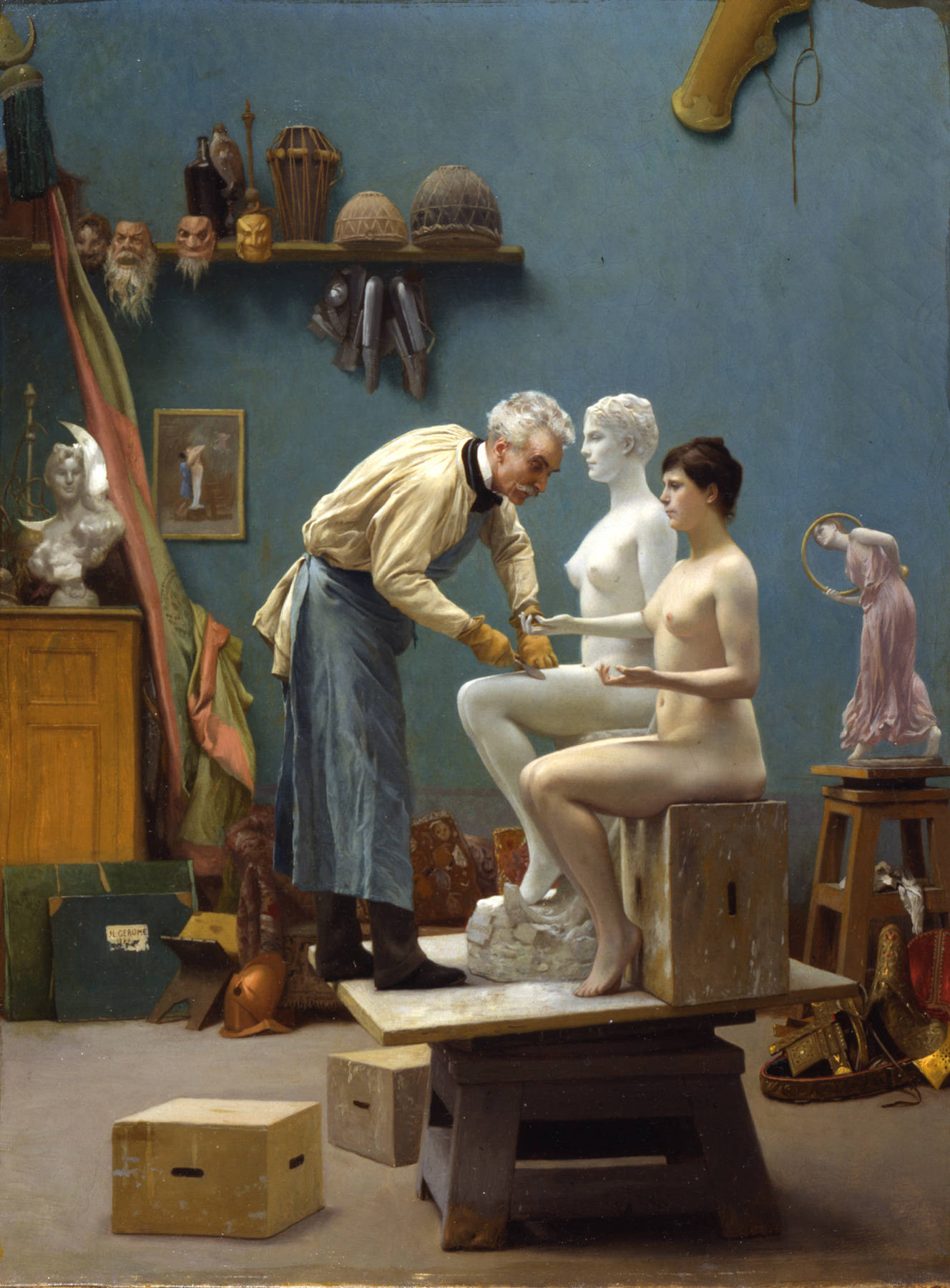
《在大理石中工作》, 1890, 达赫什艺术博物馆; 热罗姆描绘他自己在雕刻塔纳格拉]].
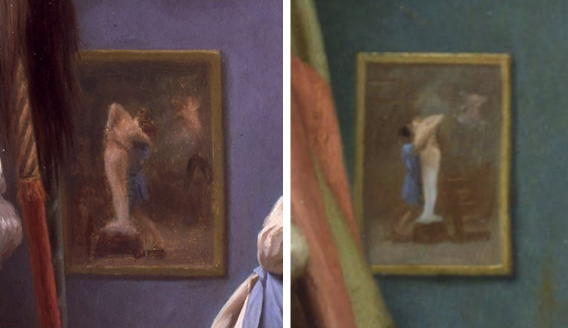
左图：《皮格马利翁和伽拉忒亚》，在《艺术家和他的模特》的背景中。右图：《皮格马利翁和伽拉忒亚》 在《在大理石中工作》的背景中。